# Bistum Tampico
Das Bistum Tampico (lat.: Dioecesis Tampicensis, span.: Diócesis de Tampico) ist eine in Mexiko gelegene römisch-katholische Diözese mit Sitz in Tampico. 

## Geschichte
Am 13. August 1861 wurde das Apostolische Vikariat Tamaulipas durch Papst Pius IX. mit der Päpstlichen Bulle Ad futuram rei memoriam aus Gebietsabtretungen des Bistums Linares o Nuevo León als errichtet. 
Am 12. März 1870 erhob Papst Pius IX. das Apostolische Vikariat Tamaulipas mit der Päpstlichen Bulle Apostolica in universas zum Bistum Ciudad Victoria-Tamaulipas und unterstellte es dem Erzbistum Monterrey als Suffraganbistum. Am 24. November 1922 gab das Bistum Ciudad Victoria-Tamaulipas Teile seines Territoriums zur Gründung des Bistums Papantla ab. Eine weitere Gebietsabtretung erfolgte am 16. Februar 1958 zur Gründung des mit der Apostolischen Konstitution Haud inani errichteten Bistums Matamoros.
Am 25. Februar 1958 wurde das Bistum Ciudad Victoria-Tamaulipas in Bistum Tampico umbenannt. Das Bistum Tampico gab am 9. Juni 1962 Teile seines Territoriums zur Gründung des mit der Apostolischen Konstitution Non latet errichteten Bistums Tuxpan ab. Eine weitere Gebietsabtretung erfolgte am 21. Dezember 1964 zur Gründung des Bistums Ciudad Victoria.

## Ordinarien

### Apostolische Vikare von Tamaulipas
- Francisco de la Concepción Ramírez y González OFM, 1861–1869

### Bischöfe von Ciudad Victoria-Tamaulipas
- José María Ignacio Montes de Oca y Obregón, 1871–1879, dann Bischof von Linares o Nuevo León
- Giuseppe Ignazio Eduardo Sánchez Camacho, 1880–1896
- Filemón Fierro y Terán, 1897–1905
- José de Jesús Guzmán y Sánchez, 1909–1914
- José Guadalupe Ortíz y López, 1919–1923, dann Bischof von Chilapa
- Serafín María Armora y González, 1923–1955
- Ernesto Corripio y Ahumada, 1956–1958

### Bischöfe von Tampico
- Ernesto Corripio y Ahumada, 1958–1967, dann Erzbischof von Antequera
- Arturo Antonio Szymanski Ramírez, 1968–1987, dann Bischof von San Luís Potosí
- Rafael Gallardo García OSA, 1987–2003
- José Luis Dibildox Martínez, 2003–2018
- José Armando Álvarez Cano, 2019–2025, dann Koadjutorerzbischof von Morelia
  - Sedisvakanz seit 25. Januar 2025